# Tobrilus medius
Tobrilus medius är en rundmaskart som först beskrevs av G. Schneider 1916. Enligt Catalogue of Life ingår Tobrilus medius i släktet Tobrilus och familjen Tripylidae, men enligt Dyntaxa är tillhörigheten istället släktet Tobrilus och familjen Tripyloididae. Arten är reproducerande i Sverige. Inga underarter finns listade i Catalogue of Life.